# Künstler-Nekropole
La Künstler-Nekropole (nécropole de l'artiste) est un cimetière situé à Cassel, en Allemagne, dans le quartier de Harleshausen.
Le cimetière est situé dans un parc où sont visibles un ensemble d'œuvres d'art et est sillonné par un sentier de randonnée. La nécropole a été créée par des artistes ayant participé aux différentes documenta et  qui ont pris l'engagement testamentaire de leur vivant d'y être enterrés. L'artiste documenta Harry Kramer a ainsi initié une nouvelle forme d'expression de l'art dans l'espace public.

## Localisation géographique
La Künstler-Nekropole est située au Hohen Habichtswald dans la zone boisée de Harleshausen, au nord-ouest de Kassel. Elle est située dans le parc naturel de Habichtswald sur le lac Bleu, une ancienne carrière de basalte. À environ 2 km au sud se trouve le Bergpark Wilhelmshöhe.

## Histoire
Harry Kramer, artiste participant à la documenta à Cassel, se préoccupe d'un panthéon sous la pluie (Pantheon im Regen) depuis le début des années 1980. Les artistes documenta sélectionnés devraient avoir la possibilité de concevoir leur propre monument funéraire pour la nécropole du lac Bleu et seront inhumés dans des urnes après crémation.
Kramer reprend l'idée historique de créer des monuments dans le parc et des tombes dans la forêt. Dans le jardin paysager naturel, Kramer donne aux artistes la possibilité de créer leur propre tombe dans un cimetière de leur vivant. Au total, quarante tombes sont prévues. La zone de protection du paysage doit être perturbée le moins possible par la tombe et doit être laissée à elle-même.
Kramer a ainsi lié l'art du XXe siècle avec l'architecture de jardin du parc de montagne voisin, le Wilhelmshöhe. Avec la nécropole, il a créé une référence à la réplique du tombeau de Virgile dans ce parc et à la statue d'Hercule, qui cache dans sa main les pommes d'or des Hespérides.
Une fondation issue de la fortune privée de Kramer s'occupe de gérer la nécropole. Un conseil d'administration sélectionne les artistes qui doivent y ériger leurs tombes. La fondation est gérée par la ville de Cassel.

## Monuments funéraires
- Rune Mields, La vita corre come rivo fluente (1992), marbre et feuille d'or
- Timm Ulrichs, souterrain (1992), bronze coulé et verre
- Werner Ruhnau, Spielraum (1995), béton, bois et tôle de zinc
- Heinrich Brummack, Vogeltränke (1997), granit
- Fritz Schwegler, EN 6355 (1993), Lave basaltique italienne
- Karl Oskar Blase, Momentum (2001), béton
- Ugo Dossi, Denk-Ort (2003), acier
- Gunter Demnig, Circuitus (2011), basalte, grès et acier
- Blalla W. Hallmann (de) Abendtreffen an der Lichtung – Harrys Abschied (1998)

Tombes : titre de l'œuvre et nom de la personnalité inhumée.
Kassel, Künstler-Nekropole, plan.
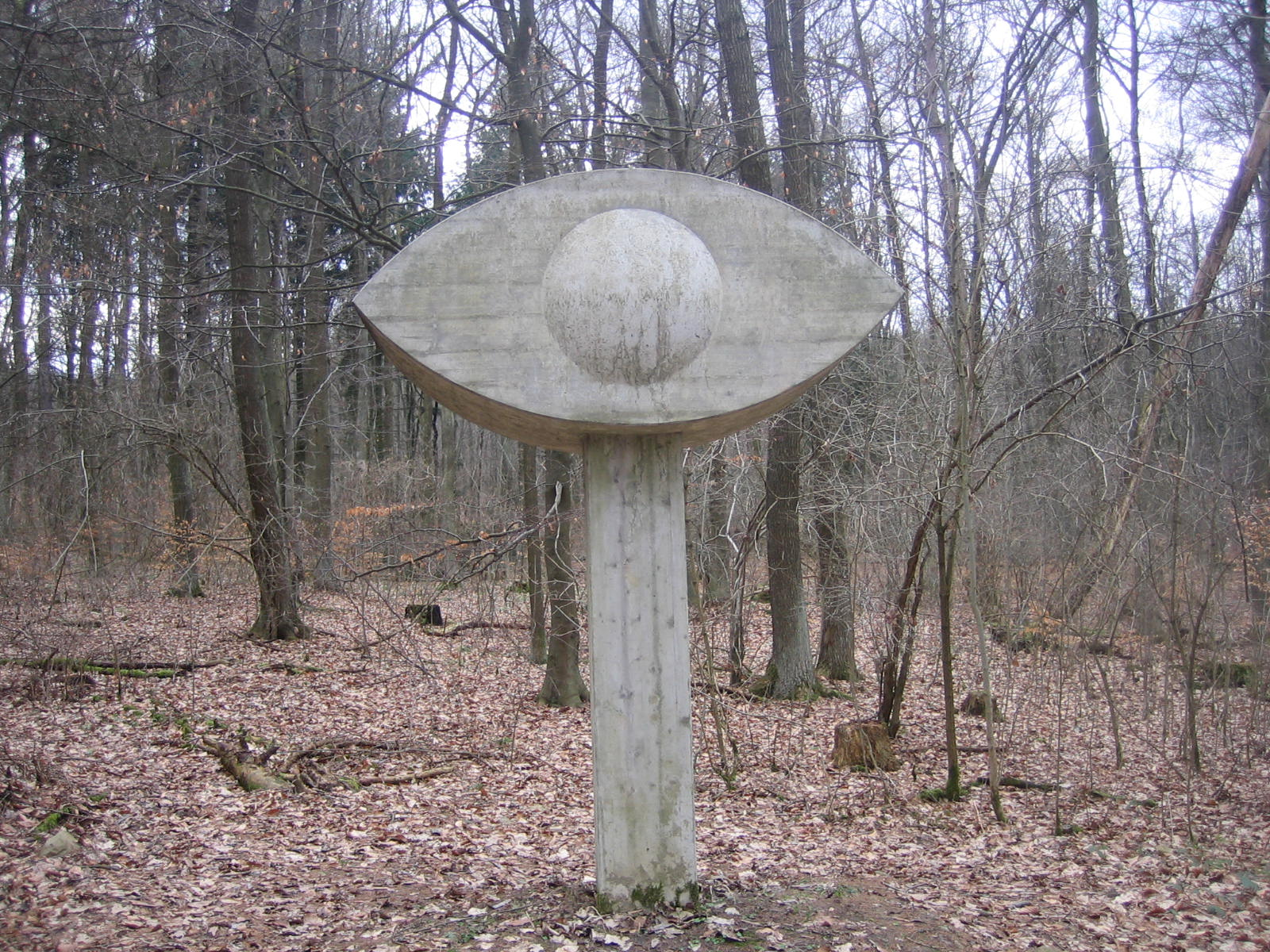
Momentum, Karl Oskar Blase
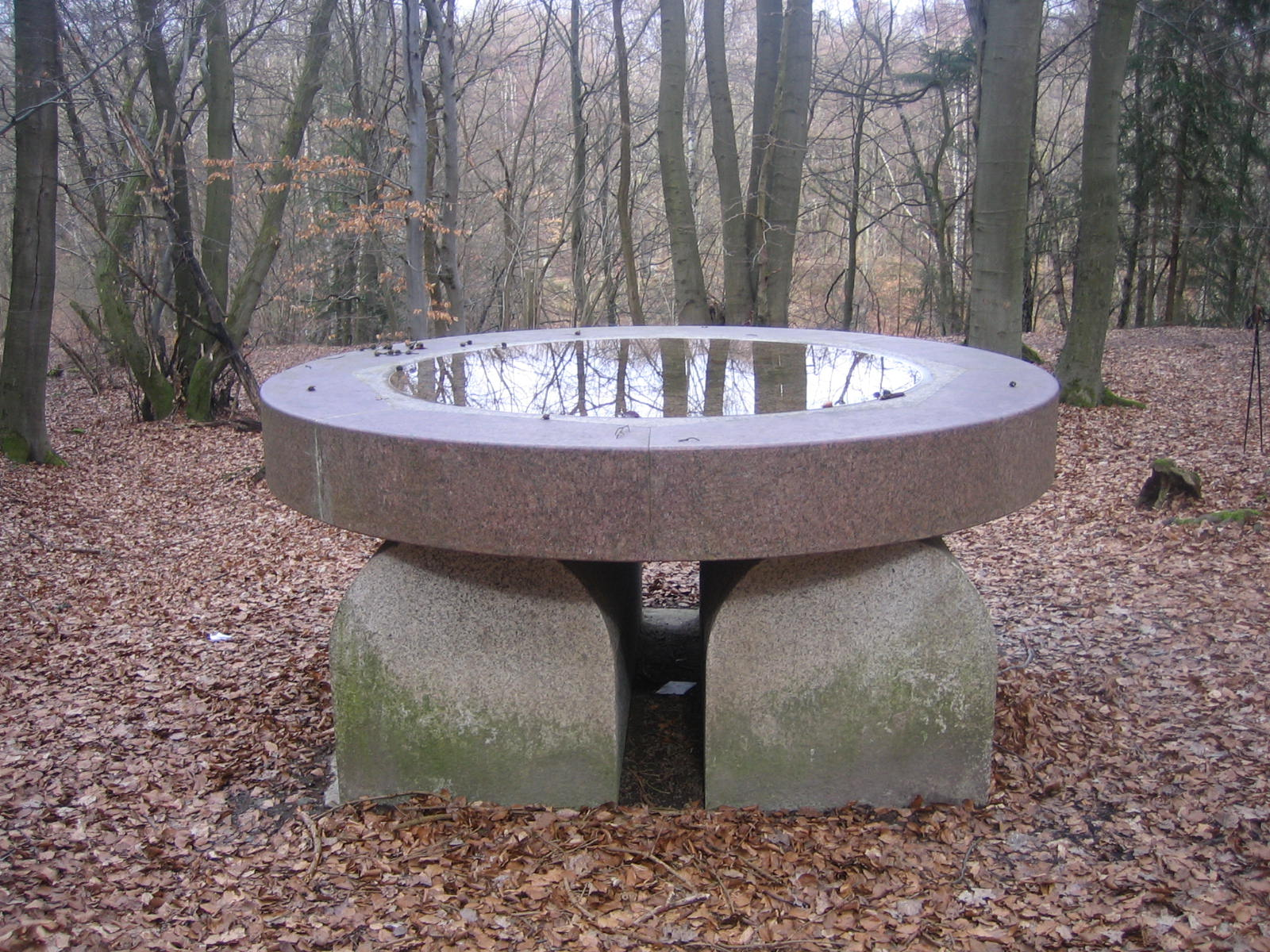
Vogeltränke, Heinrich Brummack
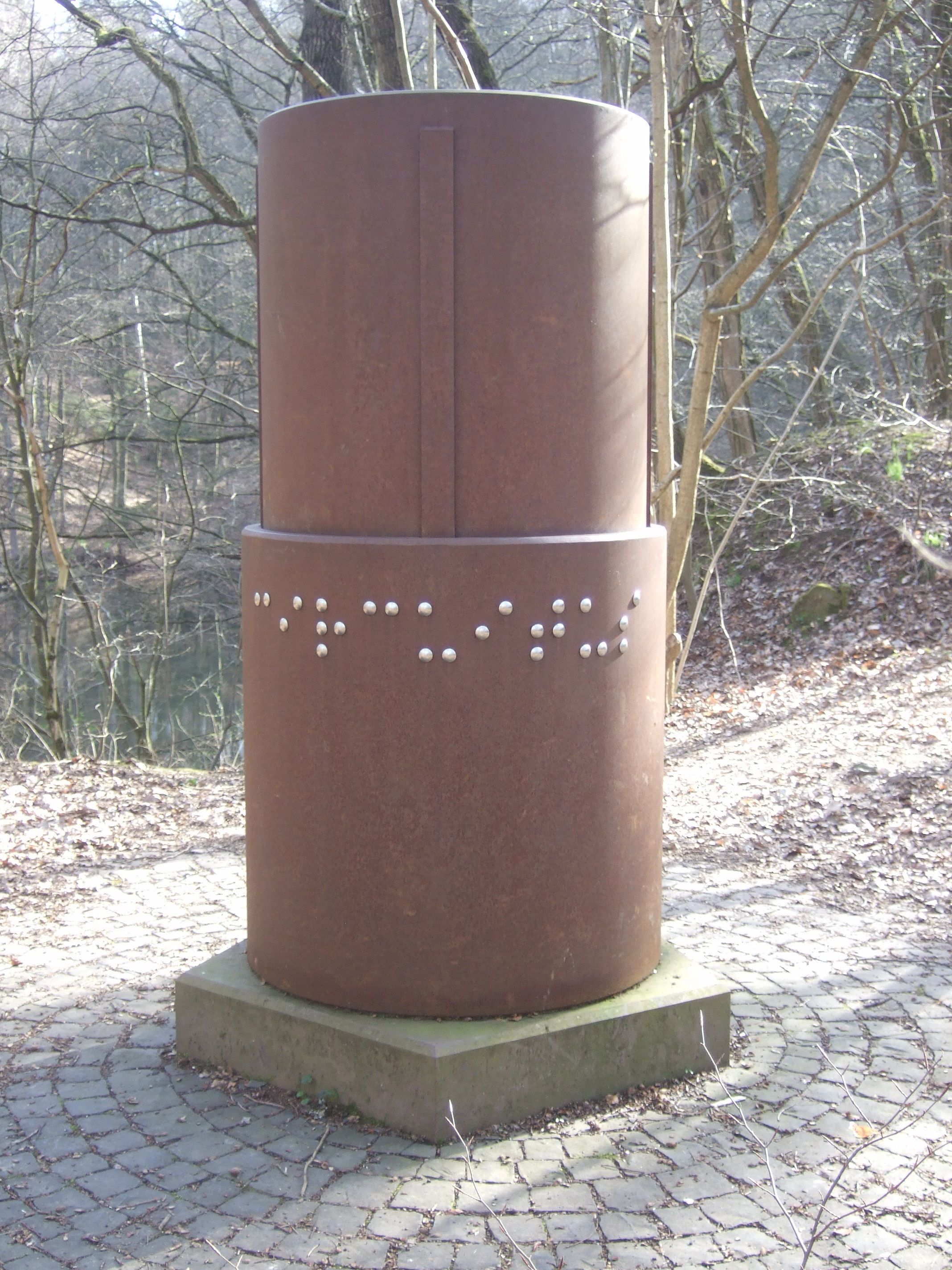
Circuitus, Gunter Demnig
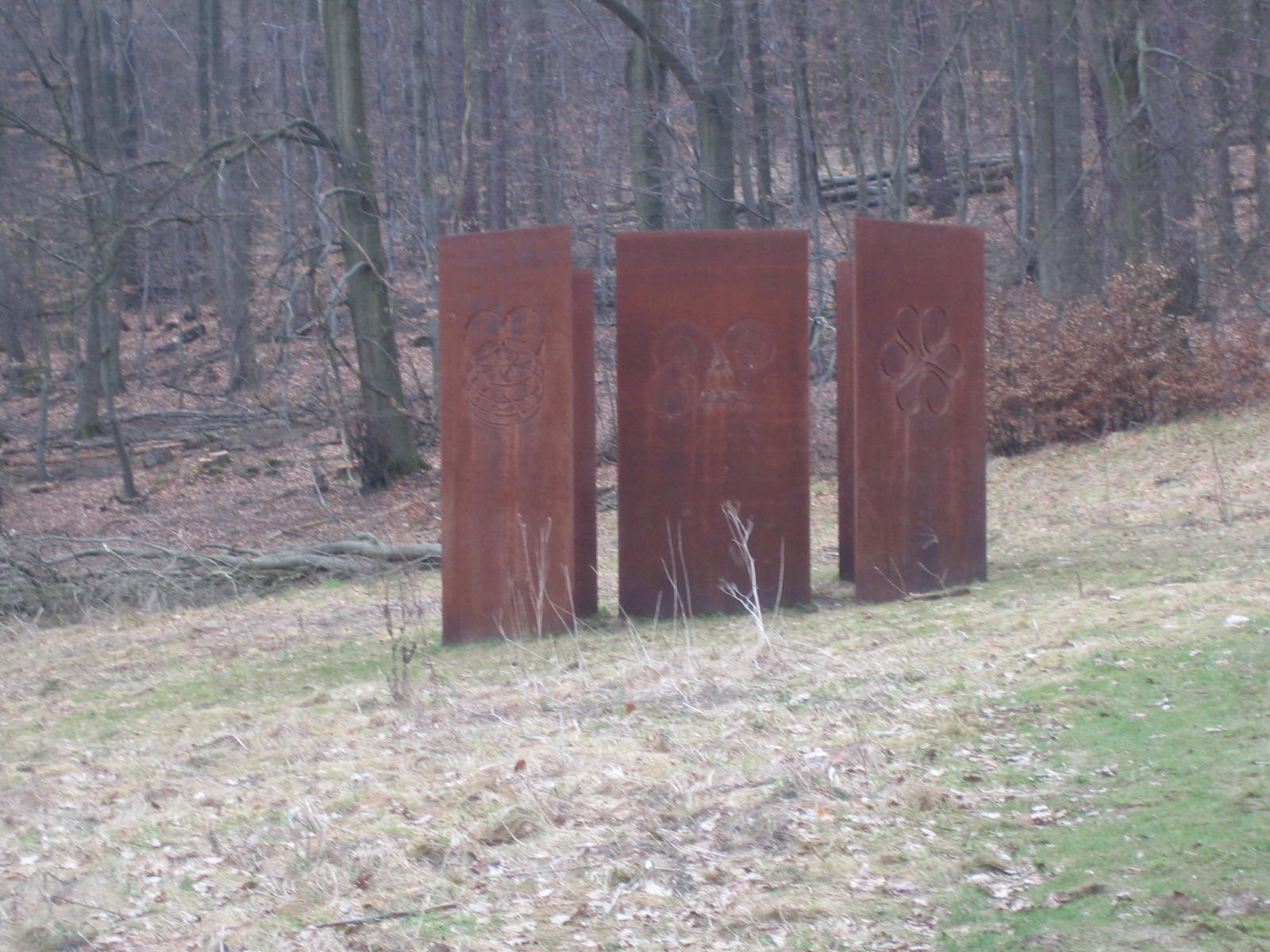
Denk-Ort, Ugo Dossi
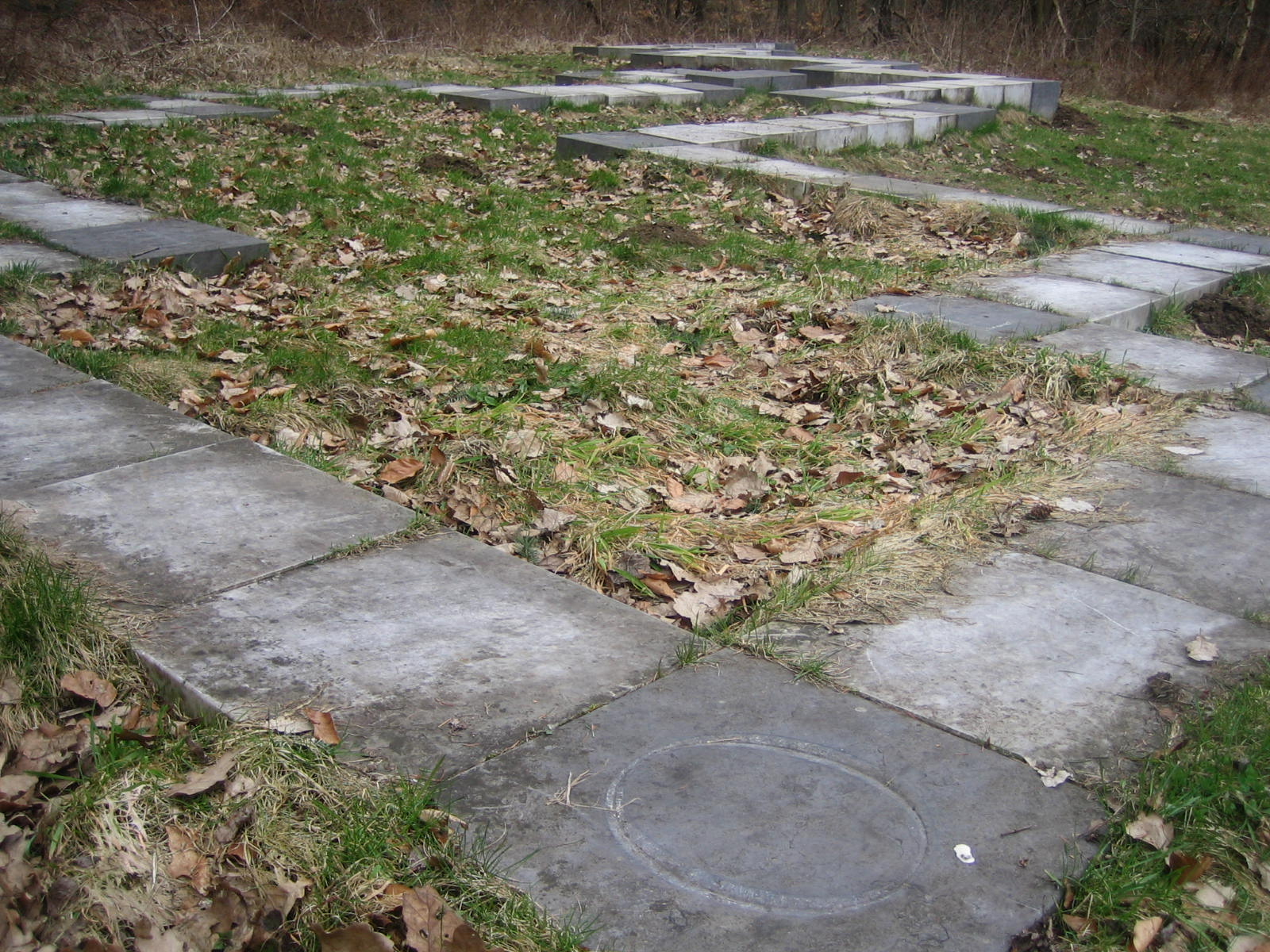
La vita corre come rivo fluente, Rune Mields
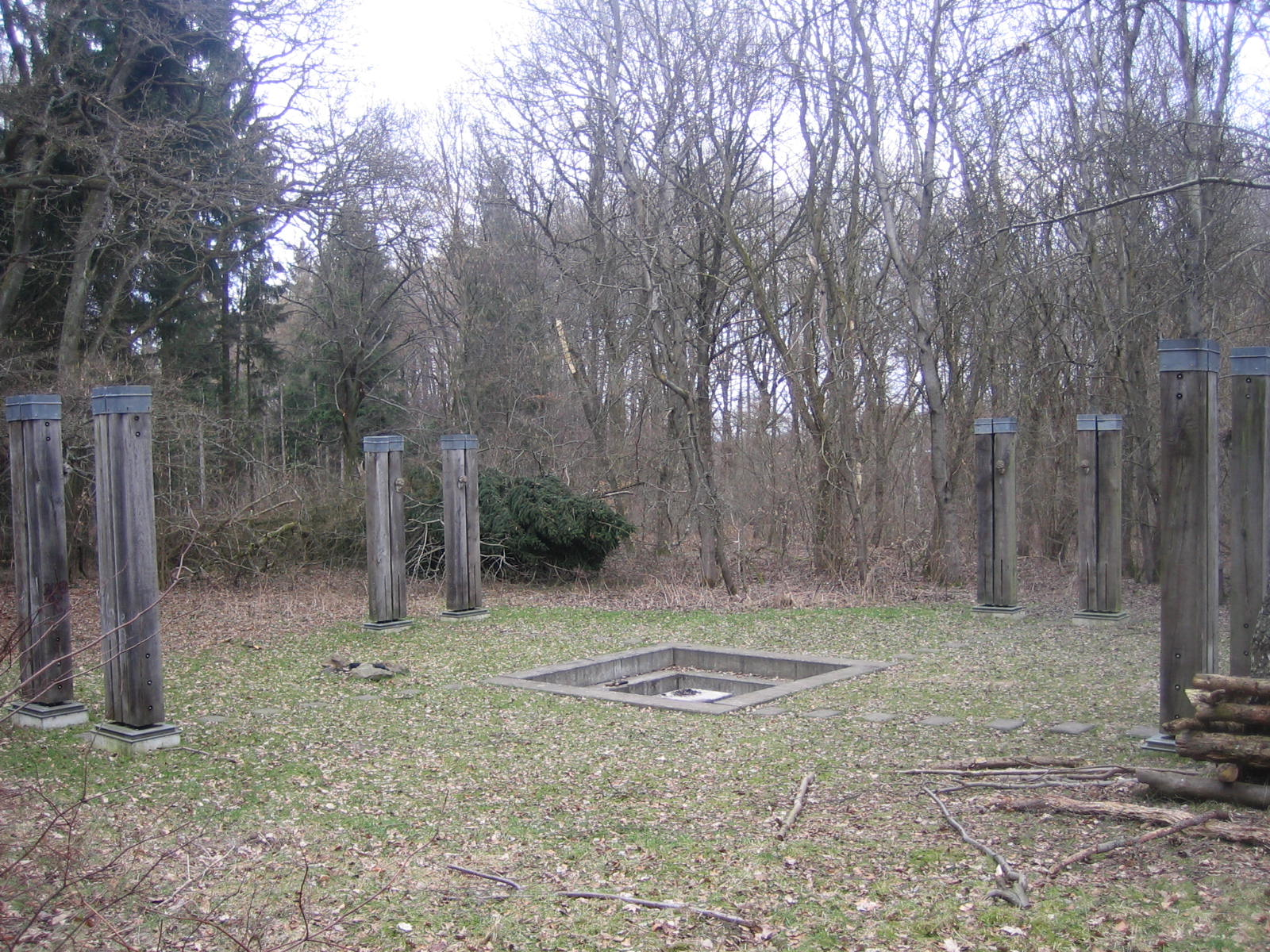
Spielraum, Werner Ruhnau
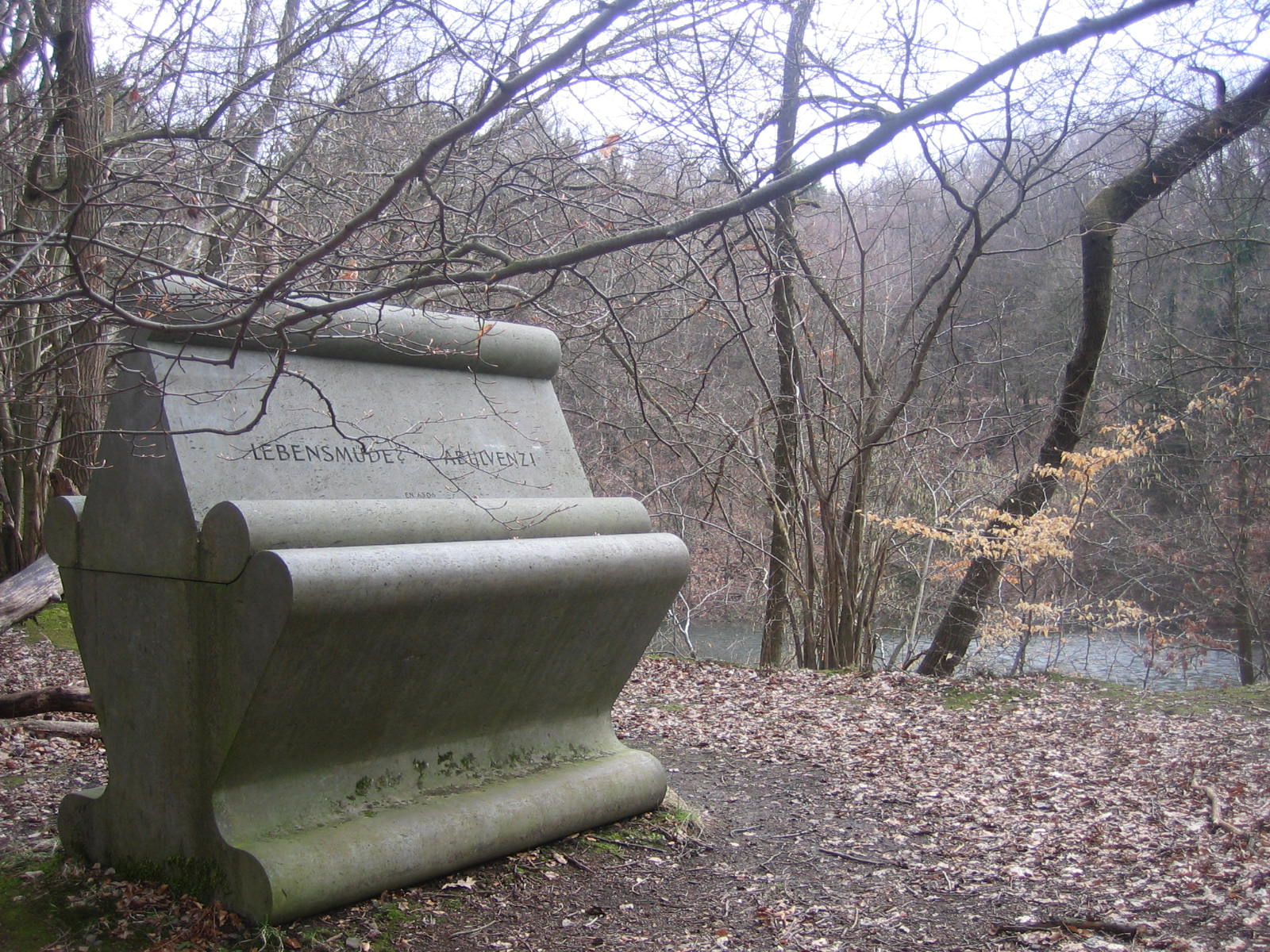
EN 6355, Fritz Schwegler
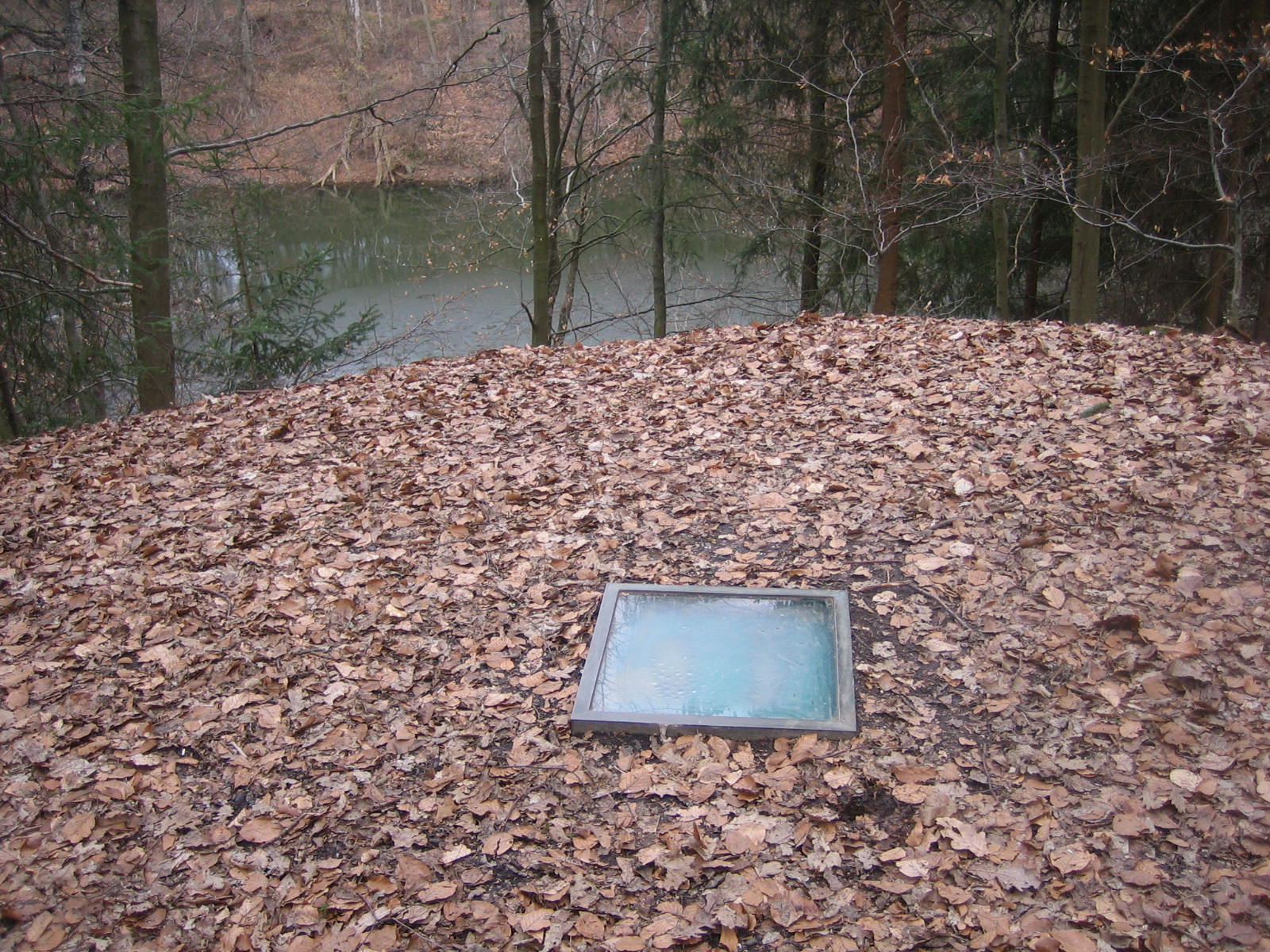
Timm Ulrichs
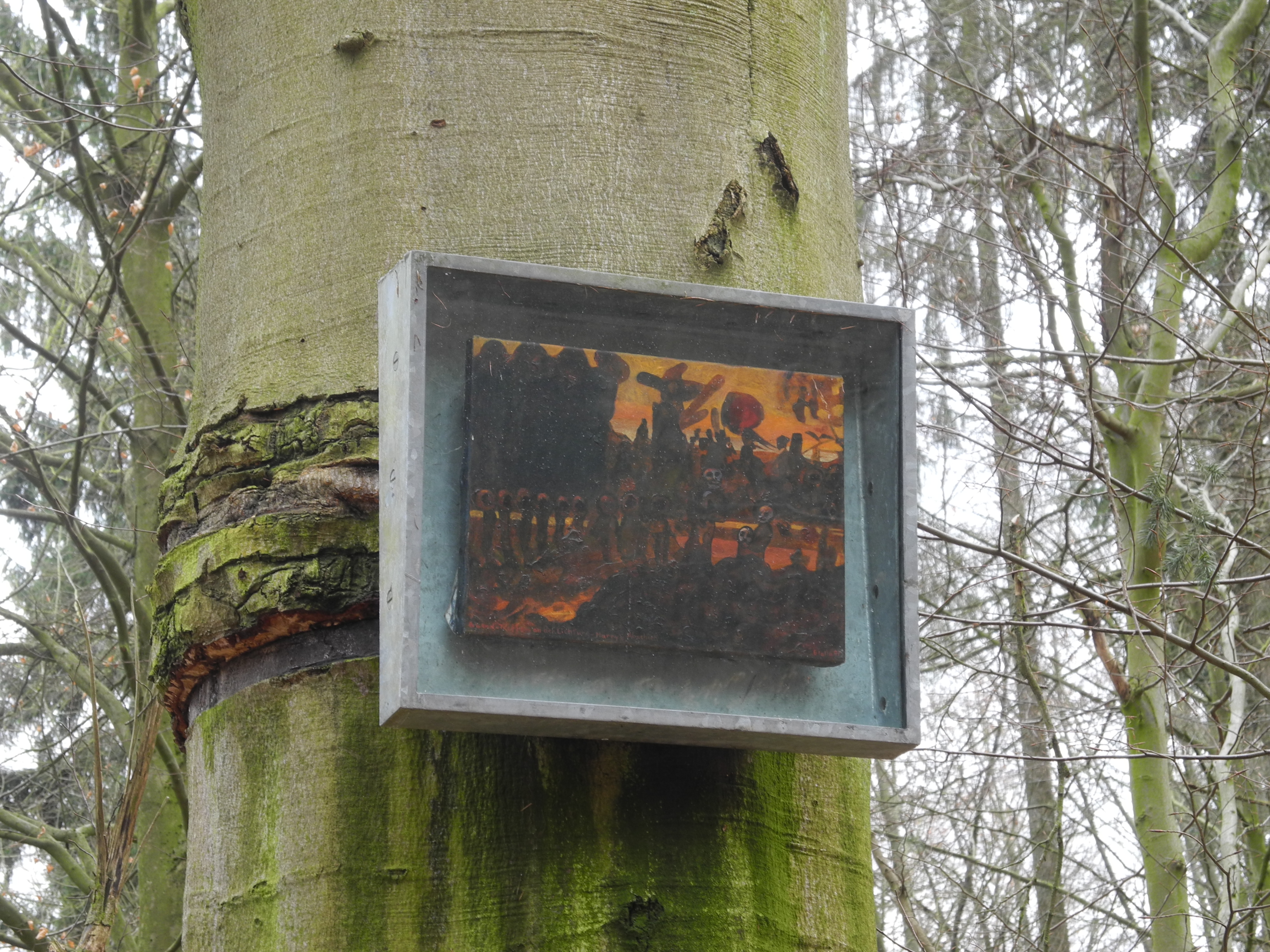
Abendtreffen an der Lichtung – Harrys Abschied, Blalla W. Hallmann (de)

## Artistes inhumés
L'initiateur du parc, Harry Kramer, est le premier artiste à être enterré dans la nécropole en 1997 ; il a renoncé à une tombe et est enterré anonymement. Marga Blase (1930–2006), l'épouse de Karl Oskar Blase (1925–2016), qui souffrait de la maladie d'Alzheimer, est enterrée près de la tombe de son mari, mort en décembre 2016, et honorée de sa propre pierre commémorative. La tombe de Fritz Schwegler (1935–2014) contient de la terre provenant de sa tombe actuelle à Börtlingen. L'urne de Werner Ruhnau (1922-2015) est enterrée dans la nécropole en 2015. Les cendres de Heinrich Brummack ont été inhumées dans la nécropole le 28 avril 2018 dans une urne en forme de lapin d'or.

## Voir également
- Liste de cimetières du monde